# Amilton Fernandes
Amilton Fernandes (Pelotas, 27 de abril de 1919 — Rio de Janeiro, 8 de abril de 1968) foi um ator brasileiro.
Amilton Fernandes foi o primeiro ator brasileiro a alcançar grande popularidade como galã em uma telenovela, graças a sua atuação como Albertinho Limonta em O Direito de Nascer, de 1964, nas extintas TV Tupi de São Paulo e TV Rio Canal 13 do Rio de Janeiro.
Faleceu prematuramente em um acidente de automóvel, no decorrer da produção da telenovela Sangue e Areia, onde era o grande vilão da trama. 
No dia 29 de janeiro de 1968, Amílton sofreu um acidente automobilístico na esquina da Rua São Francisco Xavier com Avenida Heitor Beltrão no bairro do Maracanã, zona norte do Rio de Janeiro. Como era Hemofílico, o ator ficou internado por 70 dias passando por seis operações vindo a falecer posteriormente. Quando morreu, Amilton vivia o vilão Dom Ricardo na novela Sangue e Areia, escrita por Janete Clair para a Rede Globo; o roteiro da telenovela teve que ser todo refeito e seu personagem desapareceu da trama. Amilton foi sepultado no Cemitério de São João Batista na zona sul do Rio de Janeiro.

## Carreira artística

### Na televisão
- 1958 - Suspeita
- 1959 - Fim de Semana no Campo
- 1959 - Doce Lar Teperman
- 1959 - Adolescência
- 1959 - A Ponte de Waterloo
- 1962 - A Noite Eterna
- 1962 - A Estranha Clementine
- 1963 - As Chaves do Reino
- 1963 - Moulin Rouge - A Vida de Toulouse-Lautrec .... Rachau
- 1963 - A Sublime Aventura
- 1964 - Alma Cigana .... capitão Fernando
- 1964 - O Segredo de Laura .... Cláudio
- 1964 - Quem Casa com Maria? .... Paulo
- 1964 - O Direito de Nascer .... Albertinho Limonta
- 1965 - O Preço de uma Vida .... André
- 1966 - O Sheik de Agadir .... Maurice Dummont
- 1967 - A Rainha Louca .... Xavier
- 1967 - Sangue e Areia .... Dom Ricardo

### No cinema
- 1962 - O Vendedor de Linguiças
- 1965 - Quatro Brasileiros em Paris
- 1966 - As Cariocas
- 1967 - Adorável Trapalhão
- 1968 - Edu, Coração de Ouro
- 1968 - Juventude e Ternura